# Göran Pettersson
Göran Sven Erik Pettersson, född 24 april 1960 i Spånga församling i Stockholms stad, är en svensk militär och politiker (moderat). Han var ordinarie riksdagsledamot 2006–2018, invald för Stockholms läns valkrets.

## Biografi
Pettersson bor i Lohärad i Norrtälje kommun.
Pettersson är arméofficer (överstelöjtnant) och ledamot av Kungliga Krigsvetenskapsakademien sedan 2003. Han valdes 2018 till ordförande för den luftkrigsvetenskapliga avdelningen.
Han var 1987–1991 och 1995–1999 ordförande för Mensa Sverige.
Pettersson var 2012–2015 ledamot av styrelsen för The Parliamentary Network on the World Bank & IMF.

### Riksdagsledamot
Pettersson var riksdagsledamot 2006–2018. I riksdagen var han ledamot i finansutskottet 2006–2014, utrikesutskottet 2015–2018 och OSSE-delegationen 2014–2018 samt ledamot i riksdagens ansvarsnämnd 2013–2015. Han var vice ordförande i Riksrevisionens parlamentariska råd 2014–2018 och dessförinnan ledamot i rådet 2012–2014. Pettersson var även suppleant i konstitutionsutskottet, näringsutskottet, socialförsäkringsutskottet, utrikesutskottet, sammansatta utrikes- och försvarsutskottet och riksdagens delegation till Natos parlamentariska församling.